# إدوارد دريك
إدوارد دريك (بالإنجليزية: Edward Drake)‏ (15 مايو 1832 - 20 يونيو 1904) هو لاعب كريكت بريطاني (وحمل سابقاً جنسية المملكة المتحدة لبريطانيا العظمى وأيرلندا).